# Zespół Szkół Techniczno-Usługowych im. Jana Pawła II w Tarnowskich Górach
Zespół Szkół Techniczno-Usługowych im. Jana Pawła II – publiczna szkoła ponadpodstawowa w Tarnowskich Górach

## Historia
Początki szkolnictwa kolejowego w Tarnowskich Górach rozpoczęły się już w 1959 roku od kursów przeprowadzanych w szkole Mechaniczno-Elektrycznej. W roku 1961 powstała Zasadnicza Szkoła Zawodowa dla Pracujących na PKP z siedzibą w Parowozowni Głównej w Tarnowskich Górach. następnie w roku 1964 został utworzony Społeczny Komitet Budowy Kolejowej Szkoły Technicznej przy Węźle w Tarnowskich Górach. Komitet pod przewodnictwem mgr inż. Franciszek Adamonis w ciągu trzech lat przygotował dokumentację techniczno-roboczą, przygotował teren pod budowę oraz zebrał 1,5 miliona złotych na budowę szkoły wśród pracowników PKP. 7 grudnia 1966 zawarta została umowa o budowie szkoły zawodowej pomiędzy Prezydium WRN w Katowicach i Dyrekcją Okręgową Kolei Państwowych w Katowicach. W latach 1959 do 1969 edukacja odbywała się wyłącznie na poziomie zasadniczym. 19 lipca 1969 rozpoczęto kształcenie w „Technikum Kolejowym dla Pracujących”.
Szkoła nosiła nazwę Zespół Szkół Zawodowych PKP imienia 25-lecia PRL. 17 września 1969 przekazano do eksploatacji budynek szkolny. Szkoła współpracowała z 12 Pułkiem Kolejowym, który był fundatorem sztandaru szkoły. Następnie 1981 roku powstało dzienne Technikum Kolejowe. Do końca 1998 roku „Kolejówka” podlegała resortowi Ministerstwa Transportu i Gospodarki Morskiej. Po reformie samorządowej, od 1 stycznia 1999 roku organem prowadzącym szkołę jest powiat tarnogórski. W roku 2002 Szkoła zmieniła nazwę na Zespół Szkół Techniczno-Usługowych. Następnie 16 października 2006 roku szkoła przyjęła imię Jana Pawła II. Akt nadania szkole imienia wręczył Starosta Tarnogórski, Józef Korpak. Szkoła otrzymała nowy sztandar, który ufundował Zarząd Powiatu Tarnogórskiego. W 2018 roku zrealizowano projekt termomodernizacji szkoły. Szkoła współpracuje m.in. z 5 Pułkiem Chemicznym, PKP Polskie Linie Kolejowe, PKP Cargo.
Podczas ogólnopolskiego turnieju wiedzy o Wojsku Polskim „Ekstraklasa Wojskowa” do którego doszło 26 lutego 2021 uczniowie klasy mundurowej zajęli pierwsze miejsce. Puchar osobiście wręczał minister obrony narodowej Mariusz Błaszczak. Kadeci odebrali gratulacje również od gen. bryg. dr inż. Artura Dębczaka, dyrektora Biura do spraw Programu „Zostań Żołnierzem Rzeczypospolitej”, który podkreślił wysoki poziom wiedzy uczestników zawodów.

## Struktura szkoły
- Liceum Ogólnokształcące nr VI z elementami wojskowości
- Technikum nr 12
- Zasadnicza Szkoła Zawodowa nr 10
- Technikum Uzupełniające dla Dorosłych nr 5
- Policealne Studium Zawodowe dla Dorosłych

## Poczet dyrektorów
- 1961-1969 inż. Franciszek Bogus
- 1969-1972 mgr Ludwik Cyran
- 1972-1976 inż. Kazimierz Rząca
- 1976-1978 mgr inż. Henryk Wajs
- 1978-1981 mgr Mieczysław Grzyb
- 1981-1991 inż. Jan Wyrwas
- 1991-2007 mgr Mirosław Kamiński
- 2007-2022 mgr Małgorzata Grzesiakowska[8]
- od 2022 Grażyna Kowalska[9]

## Organizacje działające przy szkole
- Samorząd Szkolny
- Szkolne Koło PCK i wolontariat w ZSTU
- Szkolne Koło Ligi Ochrony Przyrody

## Obecne kierunki kształcenia
- Liceum Ogólnokształcące – klasa wojskowa
- Liceum Ogólnokształcące – klasa policyjna
- Technik logistyk
- Technik transportu kolejowego
- Technik elektroenergetyk transportu szynowego
- Magazynier-logistyk

## Specjalności kształcenia w przeszłości

### Technikum
- automatyka sterowania ruchem kolejowym
- budowa dróg i mostów kolejowych
- ruch i przewozy kolejowe
- telekomunikacja kolejowej

### Zasadnicza szkoła zawodowa
- naprawa i eksploatacja taboru kolejowego
- monter urządzeń telekomunikacyjnych
- elektromonter

## Galeria

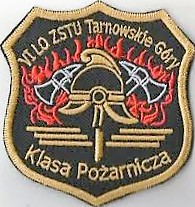
Naszywka VI LO ZSTU Tarnowskie Góry – Klasa Pożarnicza
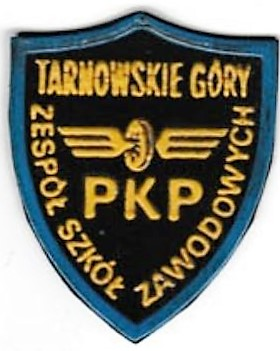
Tarcza szkolna ZSZ PKP w Tarnowskich Górach
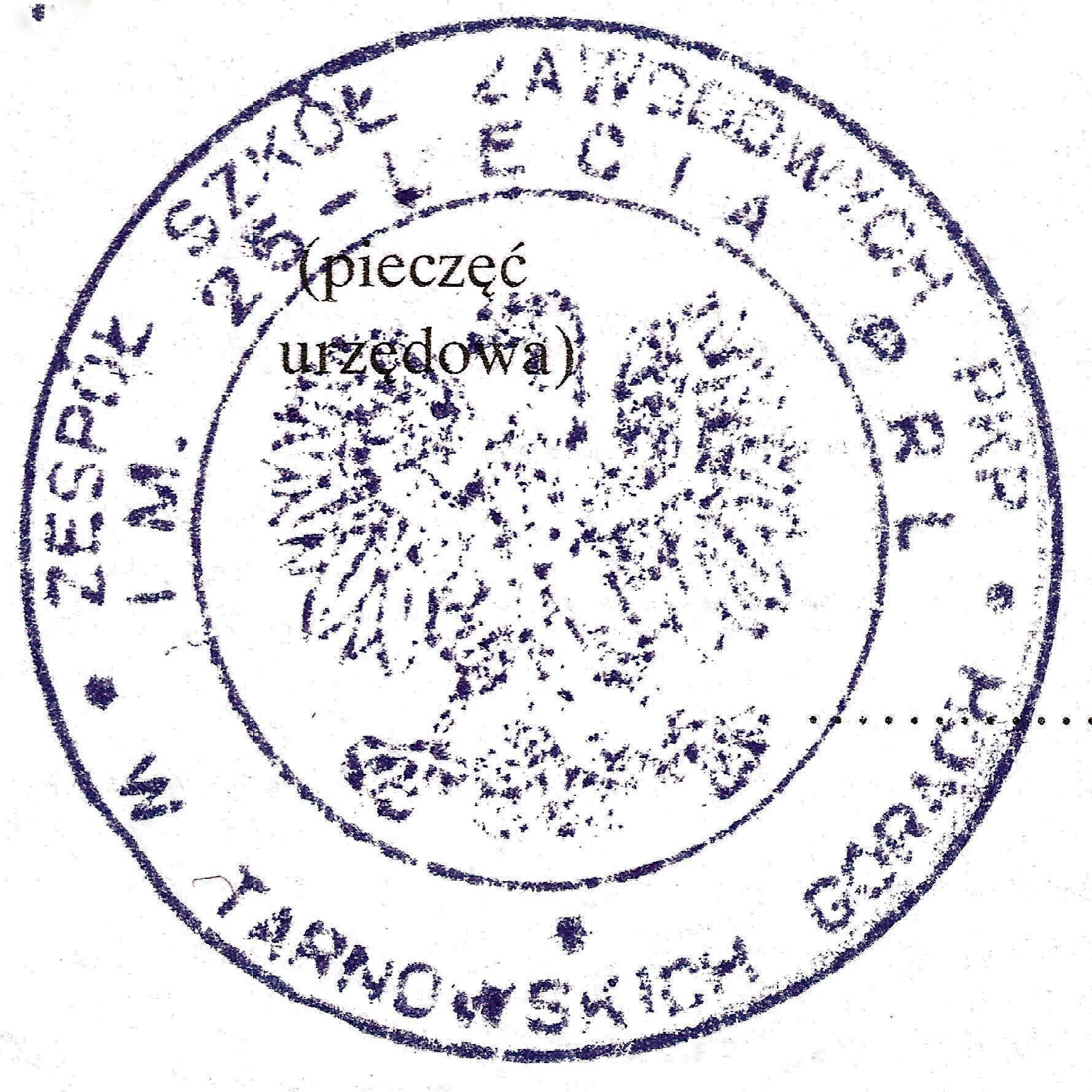
Pieczęć urzędowa ZSZ PKP w Tarnowskich Górach, która widniała na świadectwach szkolnych jeszcze w 1996 roku
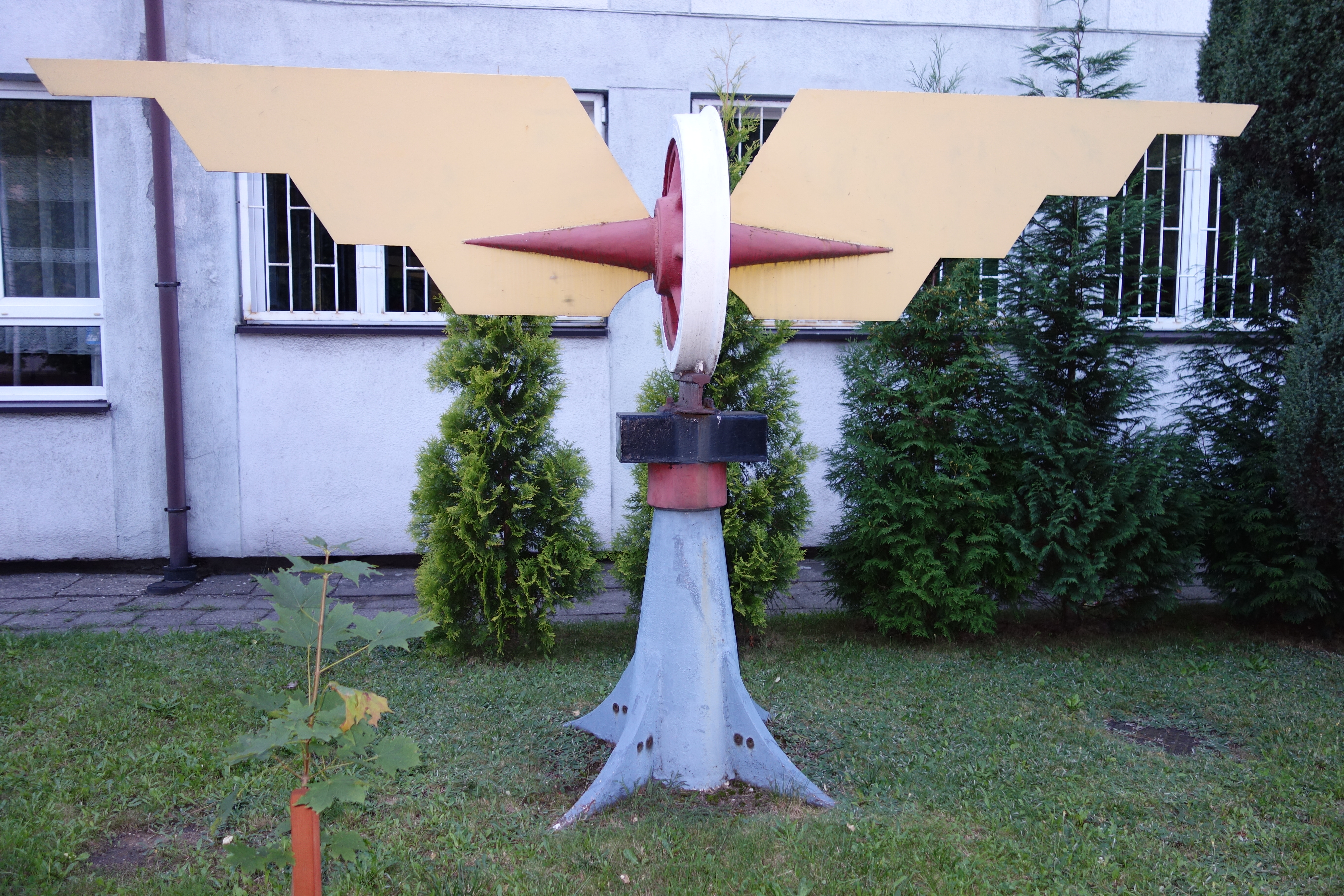
Godło kolejowe znajdujące się przed budynkiem szkoły